# A Közép-afrikai Köztársaság az 1968. évi nyári olimpiai játékokon
A Közép-afrikai Köztársaság a mexikói Mexikóvárosban megrendezett 1968. évi nyári olimpiai játékok egyik részt vevő nemzete volt. Az országot az olimpián 1 sportágban 1 sportoló képviselte, aki érmet nem szerzett. A Közép-afrikai Köztársaság első alkalommal vett részt az olimpiai játékokon.

## Atlétika
Férfi
| Versenyző     | Versenyszám | Előfutam | Előfutam | Előfutam | Döntő   | Döntő    |
| Versenyző     | Versenyszám | Idő      | Hely.    | Össz.    | Idő     | Helyezés |
| ------------- | ----------- | -------- | -------- | -------- | ------- | -------- |
| Gabriel M'Boa | 5000 m      | 17:32,95 | 13.      | 35.      | kiesett | kiesett  |